# Нова Весь-Зарембська
Нова Весь-Зарембська (пол. Nowa Wieś Zarębska) — село в Польщі, у гміні Хожеле Пшасниського повіту Мазовецького воєводства.
Населення — 100 осіб (2011).
У 1975-1998 роках село належало до Остроленцького воєводства.

## Демографія
Демографічна структура станом на 31 березня 2011 року:
|          | Загалом | Допрацездатний вік | Працездатний вік | Постпрацездатний вік |
| -------- | ------- | ------------------ | ---------------- | -------------------- |
| Чоловіки | 49      | 14                 | 29               | 6                    |
| Жінки    | 51      | 18                 | 20               | 13                   |
| Разом    | 100     | 32                 | 49               | 19                   |